# Architecture des églises en Écosse

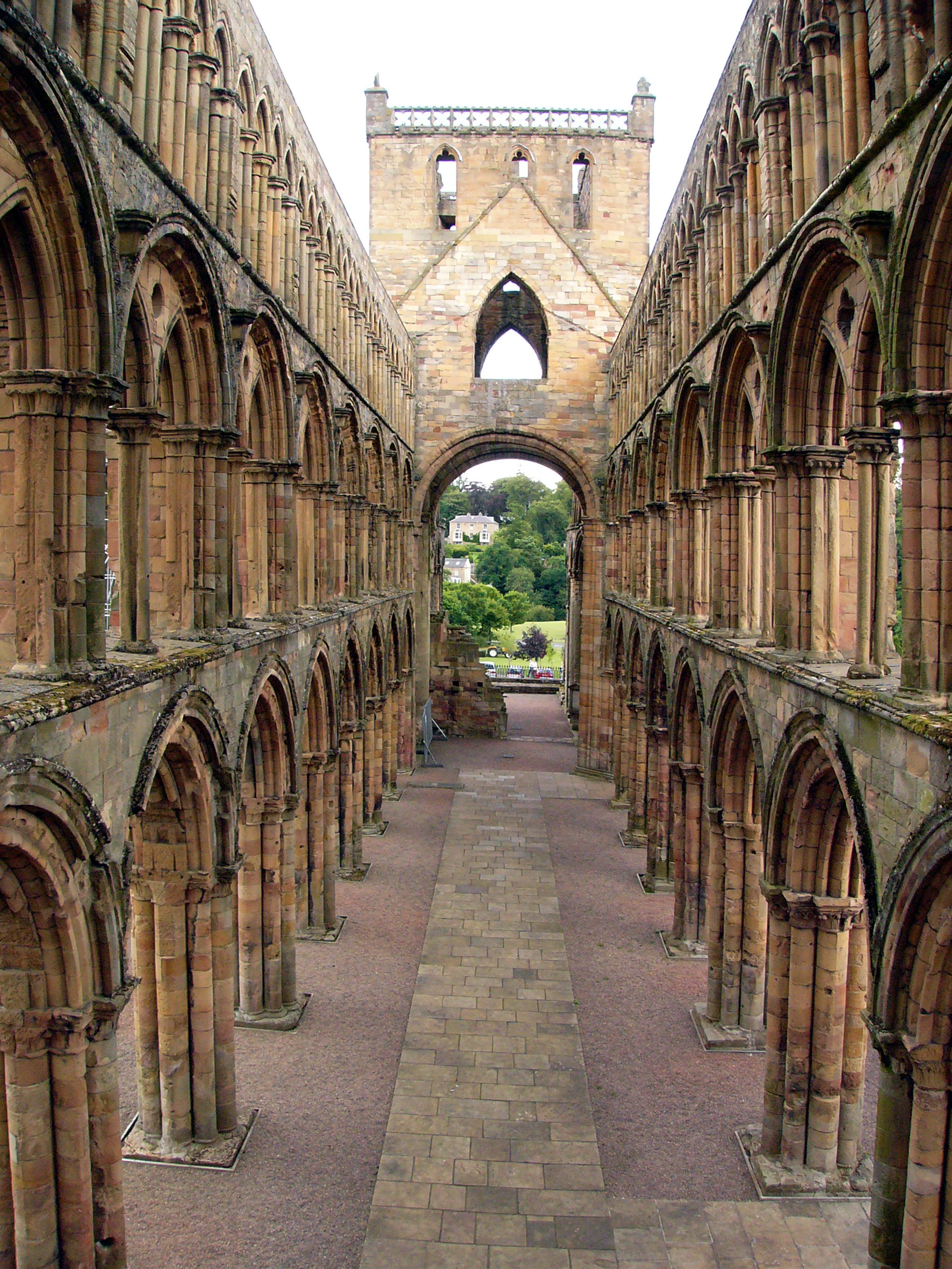
La nef de l'abbaye de Jedburgh, l'un des bâtiments romans les plus complets à avoir survécu en Écosse.

L'architecture ecclésiastique en Ecosse intègre tous les édifices ecclésiastiques à l'intérieur des frontières modernes de l'Ecosse, depuis les premières structures chrétiennes du VIe siècle jusqu'à nos jours. Les premières églises chrétiennes pour lesquelles il existe des preuves sont des constructions de base en maçonnerie sur la côte ouest et les îles. À mesure que le christianisme se répandait, les églises locales avaient tendance à rester beaucoup plus simples que leurs homologues anglais. Au VIIIe siècle, des bâtiments plus complexes en pierre de taille ont commencé à être construits. À partir du XIe siècle, il y avait des bâtiments romans plus grands et plus ornés, comme l'abbaye de Dunfermline et la cathédrale Saint-Magnus dans les Orcades. 
À partir du XIIe siècle, l'introduction de nouveaux ordres monastiques a conduit à un boom de la construction ecclésiastique, utilisant souvent des formes anglaises et continentales. À partir du XIIIe siècle, des éléments du style gothique européen ont commencé à apparaître en Écosse, culminant dans des bâtiments tels que la cathédrale de Glasgow et l'abbaye de Melrose reconstruite. Les influences de la Renaissance peuvent être vues dans le passage à un style à faible masse qui a probablement été influencé par les contacts avec l'Italie et les Pays-Bas. 
À partir du milieu du XVIe siècle, la Réforme a révolutionné l'architecture de l'église en Écosse. Il en résulta un rejet de l'ornementation élaborée des églises existantes. De nouvelles églises ont été produites dans un style simple, souvent avec un plan en T qui mettait l'accent sur la chaire et la prédication. Ce style a été adopté par les églises presbytérienne et épiscopalienne écossaises, mais il y a eu quelques tentatives pour introduire des éléments baroques dans la construction de l'église après la Restauration. 
Au XVIIIe siècle, l'influence de James Gibbs a conduit à des églises qui ont utilisé des éléments classiques, avec un plan rectangulaire fronton et souvent avec un clocher. Ce classicisme s'est poursuivi au début du XIXe siècle, mais est devenu de plus en plus controversé et a commencé à être rejeté pour une version du renouveau gothique, qui a prospéré au début du XXe siècle. Entre les guerres mondiales, une forme de néo-roman est devenue la norme pour les nouvelles églises. Dans la seconde moitié du XXe siècle, les nouvelles églises ont été fortement influencées par le modernisme, résultant en des bâtiments rectangulaires et de forme irrégulière, construits en nouveaux matériaux, bien que beaucoup d'entre eux aient été démolis par la suite. Comme le niveau des nouveaux bâtiments a diminué à partir des années 1970, il y a eu un changement vers de nouvelles églises fonctionnelles et peu ambitieuses, mais dans les années 1980, il y a eu un retour à des conceptions plus frappantes et originales. 